# Некер

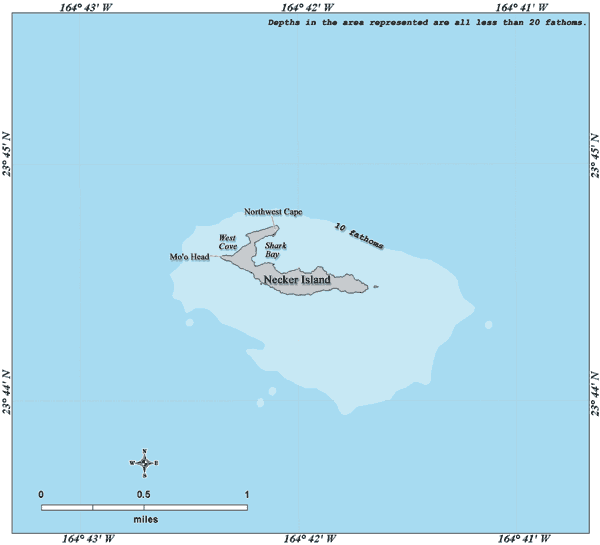
Мапа Острів Некер

Острів Некер (англ. Necker Island (мовою гавайців Мокуманамана «Mokumanamana»)) — острів у Тихому океані, належить до Гавайських островів. Площа атола приблизно 0,183 км². Найвища точка на острові 84 м над рівнем моря; лежить за 690 км на північний захід від Гонолулу.